# Andrena fertoni
Andrena fertoni är en biart som beskrevs av Pérez 1895. Andrena fertoni ingår i släktet sandbin, och familjen grävbin. Inga underarter finns listade i Catalogue of Life.